# 香月洋一郎
香月 洋一郎（かつき よういちろう、1949年 - ）は、日本の民俗学者。

## 人物
福岡県出身。1972年一橋大学社会学部卒業。地理学竹内啓一ゼミナール所属。在学中より武蔵野美術大学教授だった宮本常一に師事。日本観光文化研究所員などを経て、1986年神奈川大学経済学部助教授、1995年教授、2009年退職。
日本常民文化研究所所員・元所長。21世紀COEプログラム｢人類文化研究のための非文字資料の体系化」研究遂行責任者、経済産業省産業構造審議会伝統的工芸品産業分科会指定小委員会委員、小平市市史編さん委員会委員・「地理・考古・民俗編」監修などを務めた。

## 著書
- 『景観のなかの暮らし－生産領域の民俗』 未來社、1983
- 『東和町誌 各論編 第1巻 むらの成立』 東和町、1986
- 『空からのフォークロア－フライト・ノート抄』 筑摩書房、1989
- 『山に棲む－民俗誌序章』 未來社、1995
- 『記憶すること・記録すること 聞き書き論ノート』 吉川弘文館・歴史文化ライブラリー、2002 ISBN　9784642055451、オンデマンド版 ISBN　9784642755450
- 『海士のむらの夏 素潜り漁の民俗誌』 雄山閣、2009
- 『フィールドに吹く風 民俗世界への覚え書き』 雄山閣、2010
- 『馬耕教師の旅 「耕す」ことの近代』 法政大学出版局、2011

### 共編著
- 『日本人の生活と文化 2 村の暮しとなりたち』田村善次郎共著、ぎょうせい、1982
- 『むらの鍛冶屋』香月節子共著、平凡社、1986
- 『猿曳き参上 村﨑修二と安登夢の旅』佐藤佳子共編、平凡社、1991
- 『講座日本の民俗学 5 生業の民俗』野本寛一共編、雄山閣出版、1997
- 『講座日本の民俗学 2  身体と心性の民俗』小松和彦共編、雄山閣出版、1998
- 『講座日本の民俗学 10 民俗研究の課題』赤田光男共編、雄山閣出版、2000
- 『講座日本の民俗学 9 民具と民俗』野本寛一共編、雄山閣、2002
- 『宮本常一著作集別集　わたしの日本地図』編、全15巻、未來社、2008-2016
- 『景観写真論ノート　宮本常一のアルバムから』編、筑摩書房、2013

### 翻訳
- バーバラ・F.川上『ハワイ日系移民の服飾史 絣からパラカへ』平凡社、1998、神奈川大学日本常民文化叢書